# Кармелюк (Старицький)
Кармелюк – історичний роман Михайла Старицького. Під назвою «Разбойник Кармелюк» був вперше надрукований у газеті «Московський листок» у 1903 році російською мовою. У 1908 році був виданий окремою книгою. Українською мовою роман виходив у Львові у 1909-1910 роках, Чернівцях (1927) та Києві (1927-1928). Роман друкувався під редакцією Л.М. Старицької.

## Історія створення
При написанні роману Михайло Старицький висловлював: «Отже, я, працюючи і на чужій ниві, все живописую тільки своє рідне з минулого і сучасного життя і прихиляю тим симпатії сотень людей до нашого поля, до наших розкіш…». 
За дослідженням Оксани Попадинець, кандидата філологічних наук, доцента кафедри іноземних мов Кам’янець-Подільського національного університету імені Івана Огієнка: «Одним із джерел роману … стали фольклористичні статті і публікації про Кармелюка в періодичній пресі. Насамперед це були матеріали, вміщені в журналі «Киевская старина»: Є. Маковського «Из рассказов о Кармелюке», Ю. Олтаржевського «Воспоминания старожила о Кармелюке»,  С. Венгржиновського «Еще кое-что о Кармелюке».

## Сюжет
Повесні 1812 року, в селі Головчинцях на Поділлі, у маєтку пана Пігловського збираються його сусіди та друзі. Пігловський святкує повернення синів з навчання за кордоном. Згодом розмова переходить в обговорення організації повстання проти Російської імперії. Висловлюються надії на вторгнення до Росії Наполеона та його перемогу. Наслідком цієї перемоги польські шляхтичі бачать відродження великої Річі Посполитої. В бесіді лунають образи та лайка на адресу українських селян. В цей час до зали заходить Янко Кармелюк та вітається із синами Пігловського.
Кармелюк – кріпосний пана Пігловського. Пігловський виховував Кармелюка, батьки якого померли, при своєму дворі. Разом із його синами Кармелюк навчався у Франції.
Проте він залишається кріпосним. Кармелюк чує образи на адресу українців та заступається за них. Пани обурюються, а Пігловський погрожує йому розправою. Але завдяки заступництву синів Пігловського та пані Доротеї Хойнацької, власниці сусідського маєтку, гнів Пігловського проходить і Кармелюка призначають гуменним а згодом і управляючим маєтку.  
Він одружується із Мариною, своєю коханою дівчиною та живе у своєму будинку у спокої та достатку. В Янка та Марини народжується двоє хлопчиків. Кармелюк часто розмовляє із своїм дідом, який розповідає йому про батьків та славетні часи козаччини…
Через спробу полегшити життя кріпосних, Кармелюк знов підпадає у немилість  Пігловського, який продає його Доротеї. У маєтку Хойнацьких Кармелюк спочатку призначається дворецьким та писарем, але через розраду Доротея віддає його у солдати.
У відчаї помирає дід Кармелюка, Марина хворіє. Їх господарство приходить у занепад.
Через три роки Кармелюк біжить із солдатчини та повертається додому. Він починає боротися з несправедливістю та грабує панів. Панські гроші, худобу та одежу роздає селянам.
Одного разу у лісі він зустрічає дружину місцевого православного панотця із донькою Олесею. Олеся закохується у Кармалюка, який здається їй шляхетним лицарем та захисником усіх знедолених.
А в окрузі серед панів йдуть чутки про жорстокого розбійника. Діставшись маєтку Хойнацьких, Кармелюк із помсти вбиває Доротею.
До маєтку місцевого маршалка Фінгера він попадає видаючи себе за графа Краєвського. В нього закохується дружина маршалка, пані Розалія. Навіть коли обман викривається, вона не перестає кохати Кармелюка.  
Панство влаштовує Кармелюку засідки, але він вдало їх уникає.
Поміщики Пігловський та Янчевський намагаються залякати Марину, щоб вона видала Кармелюка, коли той завітає додому. Але при зустрічі із чоловіком, Марина, навпаки, благає його уходити якнайшвидше. Та зрештою Кармалюка ловить Янчевський. 
Його саджають у тюрму. Після невдалої спроби самогубства Кармалюка відправляють у полк для військового суду…
Але і цього разу Кармалюку вдається втекти…
Він знов повертається у рідні місця, де його зустрічають друзі та шинкарка лісової корчми Уляна, яка закохується у Кармелюка. Кармалюк відпочиває після втечі і довгого шляху додому та складає план помсти Янчевському.
Янчевський дізнається про втечу Кармалюка і, в свою чергу, готується знов його спіймати.
Вороги полюють друг на друга. Зрештою Кармелюку вдається помститися Янчевському.
Через деякий час, при спробі пограбування казначейства у Літині, Кармалюк отримує поранення. Його захоплюють драгуни та за судом направляють на Нерчинську каторгу у Сибір.
І знов через декілька років Кармалюк втікає та повертається на Поділля. Але відтепер він не прагне боротьби. Кармелюк хоче спокійного життя. Він хоче побратися з Олесею. Про це дізнається Уляна та із ревнощів видає його місце знаходження. Кармелюк попадає у пастку та гине…

## Критика
За словами Лідії Романенко, доцента філології Маріупольського державного університету: «Пишучи свій твір за зразками західноєвропейських пригодницьких творів, автор занадто вільно поводиться з історичними фактами. Основну увагу він зосереджує на особистих якостях, вчинках героя, зчаста надуманих, нереальних, фантастичних».